# Závody přístrojů a automatizace
Závody přístrojů a automatizace byly založeny v roce 1965 jako výrobně hospodářská jednotka (v podstatě trust v podmínkách socialistického Československa). VHJ tvořily už dříve samostatně existující národní podniky z oblasti měřící, regulační a výpočetní techniky, například:
- Výzkumný ústav matematických strojů Praha
- n. p. Aritma Praha
- n. p. ZPA Čakovice
- n. p. Metra Blansko
- n. p. Novoborské strojírny
- n. p. ZPA Trutnov

VHJ řídilo oborové ředitelství ZPA. V jedenácti výrobních podnicích VHJ pracovalo na konci 70. let třicet pět tisíc zaměstnanců.

## Závody průmyslové automatizace
Zkratka ZPA nebo sousloví Závody průmyslové automatizace se zároveň používala v názvech některých podniků, které byly součástí trustu ZPA, např. ZPA Jinonice, ZPA Trutnov, ZPA Čakovice, ZPA Košíře ...
V současnosti je zkratka ZPA ve svém oboru nadále vnímána jako zaměření na regulaci a automatizaci. Vyskytuje se především u firem, které byly v minulosti nějak spojeny s trustem ZPA.